# Jan-Pieter Martens
Jan-Pieter Martens (* 23. September 1974 in Bilzen) ist ein ehemaliger belgischer Fußballspieler und gegenwärtiger Fußballfunktionär.
Martens begann seine Profilaufbahn beim KV Mechelen, wo er ab 1993 zum Kader der ersten Mannschaft gehörte. Zur Saison 1996/97 wechselte er zu Roda Kerkrade, mit dem er 1997 den KNVB-Pokal gewann. Von Januar 1998 bis Juni 2003 spielte er für den SK Sturm Graz, mit dem er 1998 und 1999 österreichischer Meister und 1999 österreichischer Pokalsieger wurde. Außerdem nahm er in den Spielzeiten 1998/99, 1999/00 und 2000/01 an der UEFA Champions League teil. Von 2003 bis 2005 ließ er seine Karriere beim TuS FC Arnfels und dem SC Untersiebenbrunn ausklingen.
Er spielte auch Futsal beim 1. FSC Graz.
Am 29. Februar 2012 wurde Martens Technischer Direktor der VV St. Truiden. Zur Saison 2013/14 verließ er den Verein und wurde Teammanager des FC Schalke 04. Diese Position übte er bis zum Jahresende 2018 aus, seitdem ist er für den Verein als Scout tätig.